# 29204 Ладегаст
29204 Ладегаст (29204 Ladegast) — астероїд головного поясу, відкритий 11 квітня 1991 року.
Тіссеранів параметр щодо Юпітера — 3,419.